# Jens Eriksen
Jens Dyrløv Eriksen (Glostrup, 30 de diciembre de 1969) es un deportista danés que compitió en bádminton, en las modalidades de dobles y dobles mixto.
Participó en cuatro Juegos Olímpicos de Verano, entre los años 1996 y 2008, obteniendo una medalla de bronce en Atenas 2004, en la prueba de dobles mixtos (junto con Mette Schjoldager), y el quinto lugar en Sídney 2000, en dobles y dobles mixto.
Ganó cuatro medallas en el Campeonato Mundial de Bádminton entre los años 1995 y 2006, y diez medallas en el Campeonato Europeo de Bádminton entre los años 1994 y 2008.

## Palmarés internacional
| Juegos Olímpicos   | Juegos Olímpicos         | Juegos Olímpicos  | Juegos Olímpicos |
| Año                | Lugar                    | Medalla           | Prueba           |
| ------------------ | ------------------------ | ----------------- | ---------------- |
| 2004               | Atenas (Grecia)          | Medalla de bronce | Dobles mixto     |
| Campeonato Mundial |                          |                   |                  |
| Año                | Lugar                    | Medalla           | Prueba           |
| 1995               | Lausana (Suiza)          | Medalla de plata  | Dobles mixto     |
| 1997               | Glasgow (Reino Unido)    | Medalla de plata  | Dobles mixto     |
| 2001               | Sevilla (España)         | Medalla de bronce | Dobles mixto     |
| 2006               | Madrid (España)          | Medalla de bronce | Dobles           |
| Campeonato Europeo |                          |                   |                  |
| Año                | Lugar                    | Medalla           | Prueba           |
| 1994               | Den Bosch (Países Bajos) | Medalla de bronce | Dobles           |
| 2000               | Glasgow (Reino Unido)    | Medalla de oro    | Dobles           |
| 2000               | Glasgow (Reino Unido)    | Medalla de plata  | Dobles mixto     |
| 2002               | Malmö (Suecia)           | Medalla de oro    | Dobles           |
| 2002               | Malmö (Suecia)           | Medalla de oro    | Dobles mixto     |
| 2004               | Ginebra (Suiza)          | Medalla de oro    | Dobles           |
| 2004               | Ginebra (Suiza)          | Medalla de bronce | Dobles mixto     |
| 2006               | Den Bosch (Países Bajos) | Medalla de oro    | Dobles           |
| 2006               | Den Bosch (Países Bajos) | Medalla de plata  | Dobles mixto     |
| 2008               | Herning (Dinamarca)      | Medalla de plata  | Dobles           |